# 韋斯特豪特50
韋斯特豪特50（W50）或SNR G039.7-02.0，也稱為海牛星雲，距離地球大約18,000光年，是位於天鷹座的一個超新星遺跡。它的中心是微類星體SS 433，其噴流扭曲了遺存物的外殼。W50和SS433很可能是相關天體，是大約20,000年前發生的一顆超新星的遺跡。

## 註解
1. 1 2  . National Radio Astronomy Observatory. 19 Jan 2013  [20 Jan 2013]. （原始内容存档于2022-07-11）.
2. ↑  Tills 2013，第110頁.

## 圖書來源
- Tills, Tony, , World Book,Inc., 2013, ISBN 9780716605676

## 外部連結
- "The Mystery of SS433"
- Radio image (NRAO) （页面存档备份，存于）
- X-ray image (ROSAT) （页面存档备份，存于）
- Cosmic manatee accelerates particles from head (ESA) （页面存档备份，存于）